# Xenacanthida
Xenacanthida — ряд вимерлих хрящових риб з підкласу пластинозябрових.
Найбільш добре вивченими представниками Xenacanthida є Xenacanthus і Orthacanthus. Xenacanthus, можливо, досягали в довжину 4 м. Ці акули мешкали в прісній воді.
Характерною відмінністю даного ряду акул був зубчастий шип біля основи шиї. Також варто відзначити будову зубів. Основа кожного зуба мала горбки.

## Структура ряду
- Родина: Diplodoselachidae  Dick, 1981 
  - Рід: Diplodoselache  Dick, 1981 
  - Рід: Dicentrodus  Traquair, 1888 
  - Рід: Hagenoselache  Hampe & Heidkte, 1997
- Родина: Orthacanthidae  Heyler & Poplin 1989 
  - Рід: Orthacanthus  Agassiz, 1843 
    - Вид: Orthacanthus arcuatus  (Newberry, 1856) 
    - Вид: Orthacanthus cylindricus  (Agassiz, 1843) 
    - Вид: Orthacanthus senckenbergianus
- Родина: Xenacanthidae  Fritsch, 1889 
  - Рід: Plicatodus  Hampe, 1995 
  - Рід: Triodus  Jordan, 1849 
  - Рід: Xenacanthus  Beyrich, 1848 
  - Рід: Expleuracanthus
- Incertae sedis
  - Рід: Anodontacanthus  Davis, 1881

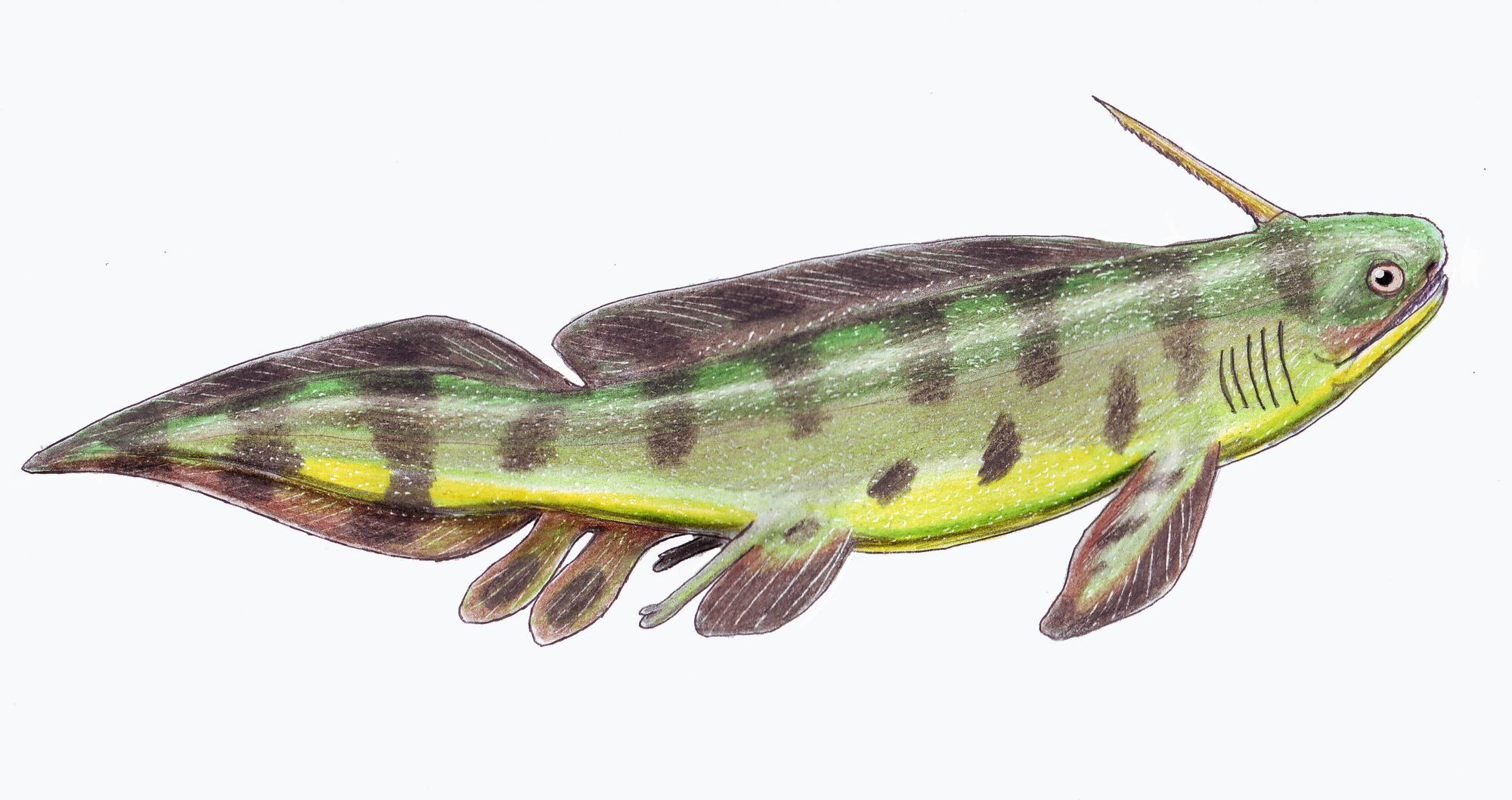
Xenacanthidae Expleuracanthus.

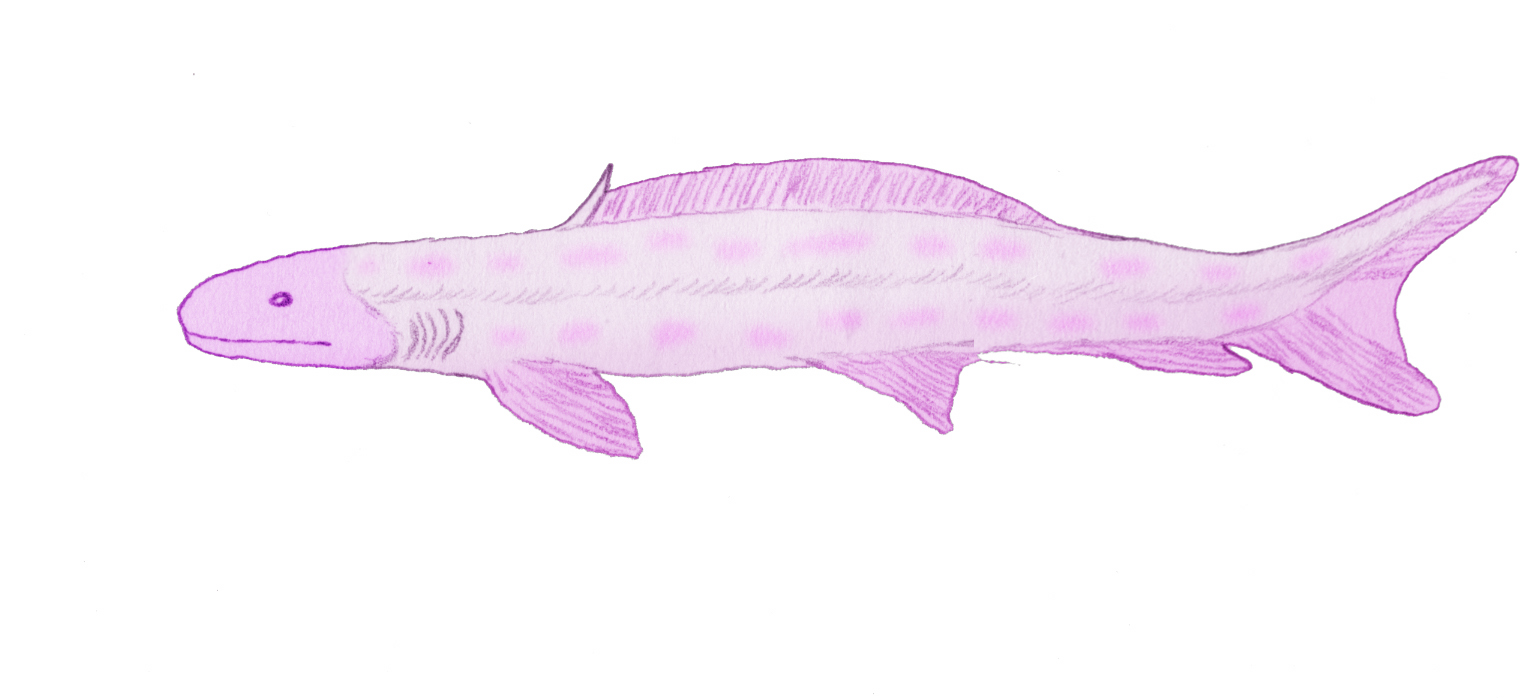
Реконструкція Diplodoselache woodi